# Катастрофа Ил-18 в Москве (1969)
Катастрофа Ил-18 в аэропорту Внуково — авиационная катастрофа, произошедшая вечером во вторник 26 августа 1969 года в аэропорту Внуково. Авиалайнер Ил-18В Внуковского ОАО авиакомпании «Аэрофлот» выполнял плановый внутренний рейс SU-1770 по маршруту Сочи — Москва — Норильск, но при посадке в Московском аэропорту Внуково лайнер приземлился без шасси и загорелся.  Из находившихся на его борту 101 человека — 94 пассажиров и 7 членов экипажа, погибли 16, выжили 85.

## Самолёт
Ил-18В (по другим данным Ил-18Б) с бортовым номером 75708 (заводской — 189001705, серийный — 017-05) был выпущен ММЗ «Знамя Труда» 26 декабря 1959 года и к 23 января 1960 года поступил в 235-й отдельный авиаотряд. В июле 1961 года именно на этом самолёте в Египет прилетел первый космонавт Юрий Гагарин. К 12 октября 1961 года авиалайнер передали в Управление полярной авиации, а к 11 января 1968 года — во Внуковский авиаотряд Московского управления гражданской авиации. Всего на момент катастрофы самолёт имел 12 023 ч налёта и 4367 посадок.

## Экипаж
Ил-18 пилотировал экипаж из 65-го лётного отряда, в состав которого входили:
Командир воздушного судна (КВС) — Анатолий Иванович Хомченко
Второй пилот — Виктор Петрович Брахнов
Штурман — Валерий Григорьевич Воронков
Бортмеханик — Иван Иванович Мухин
Бортрадист — Ольга Игоревна Петрова
В салоне авиалайнера работали две стюардессы:
Инна Васильевна Горелова
Наталья Григорьевна Терехова

## Хронология событий
26 августа 1969 года Ил-18В борт СССР-75708 летел из Сочи в Норильск с промежуточной посадкой в Москве. После набора высоты авиалайнер занял эшелон 7800 метров. Всего на борту находились 94 пассажира.

### Заход на посадку
Приближаясь вечером к Москве, командир дал команду бортрадисту прочесть контрольную карту подготовки к снижению и посадке. Бортрадист прочёл карту до пункта «Шасси», так как остальные пункты требовалось выполнять уже после выпуска шасси при входе в глиссаду. В 20:18 самолёт начал снижаться с 7800 метров до высоты 5100 метров по направлению на Серпухов, погодные условия в это время были нормальными, как и воздушная обстановка. Согласно установленной схеме, заход на посадку в аэропорту Внуково должен был осуществляться по прямоугольному маршруту. Однако командир был твёрдо намерен по кратчайшему маршруту успеть снизиться к третьему развороту до подходящей для посадки высоты, лишь бы избежать выполнения прямоугольного маршрута. В результате Ил-18 начал снижаться с вертикальной скоростью 28 м/с, то есть почти в три раза больше допустимых 10 м/с, тем самым нарушив ограничение, установленное в руководстве по лётной эксплуатации (РЛЭ).
В ходе дальнейшего снижения самолёт занял высоту 1200 метров и вышел в расчётную точку, когда диспетчер круга дал указание выполнить отворот на 30°, чтобы обеспечить необходимый интервал посадки, но при этом не указал, где именно находится другой самолёт. Экипаж, находившийся во взвинченном состоянии из-за спешки с посадкой, начал искать тот другой самолёт и забыл про выполнение одного из главных пунктов при подготовке к посадке — выпустить шасси. Этому способствовала отключённая сирена предупреждения об убранном положении шасси, что допускалось действующими указаниями Управления гражданского воздушного флота, так как из-за её работы члены экипажа могли не слышать друг друга. Однако отключение сирены выключало также и световую сигнализацию выпуска шасси, которая имела общие со звуковой системой автоматы защиты (хотя при этом была возможность проконтролировать положение шасси по указателям на приборной доске). В дальнейшем эта сигнализация так и не была включена.

### Катастрофа
Выполнив четвёртый разворот и выйдя на предпосадочную прямую, командир забыл сказать бортмеханику, чтобы тот прочёл оставшиеся пункты контрольной карты. Бортмеханик, в свою очередь, также забыл об этом и не проверил готовность к посадке, поэтому и он не увидел, что шасси всё ещё убраны. Пролетев ДПРМ, экипаж не стал докладывать о готовности к посадке, но диспетчер СДП (старта-посадки), не дождавшись от них необходимого доклада, всё-таки разрешил посадку на ВПП.
В 20:31 Ил-18 по посадочному курсу 242° приземлился «на брюхо» (из-за убранных шасси) во Внуковском аэропорту. Ударяясь о бетон полосы, лопасти винтов начали ломаться и разлетаться в разные стороны, в том числе попадая в фюзеляж. Обломки лопастей пробили обшивку и повредили трубопроводы гидросистемы, а также электрические провода. Вытекшее из гидросистемы гидравлическое масло АМГ-10 воспламенилось, вызвав пожар, который начал распространяться по обшивке салона. Авиалайнер промчался 1180 метров по ВПП, после чего остановился. Пилоты, ещё не поняв, что произошло с самолётом, начали задействовать системы пожаротушения в двигателях, совсем забыв про пассажиров в салоне. Штурман сообразил выбежать в салон и увидел, что тот весь в дыму. Вместе со стюардессами и пассажирами он открыл переднюю и заднюю входные двери и два аварийных выхода из четырёх.
Не зная, что посадка произошла «на брюхо» и считая, что шасси выпущены, штурман со стюардессами пытались задержать пассажиров, боясь, что те могут погибнуть при падении с высоты. Но паникующая толпа вытеснила стюардесс наружу. В условиях вечерней темноты эвакуация происходила беспорядочно и заняла более трёх минут. Вопреки правилу «сначала женщины и дети», в данной ситуации, по заявлению штурмана, женщины с детьми выходили как раз последними. Выбравшихся пассажиров никто не пересчитывал, и поэтому было неясно, сколько людей ещё оставалось внутри. Находящиеся в кабине члены экипажа выбрались наружу через форточки. Аварийные службы аэропорта прибыли к месту катастрофы только через 15–20 минут и вскоре ликвидировали пожар. Оба пассажирских салона сильно выгорели, но никто из спасшихся пассажиров не получил никаких ожогов, даже на одежде не было следов воздействия огня. Тем не менее, в происшествии погибли 16 пассажиров: двое мужчин, 10 женщин и 4 ребёнка. Все они погибли из-за отравления дымом, причём 15 погибли в конце второго салона, а 1 — в начале первого.

## Причины
Основной причиной катастрофы было названо ненадлежащее выполнение командиром экипажа и бортмехаником своих обязанностей по подготовке и выполнению посадки, которые определены в РЛЭ и технологии работы экипажа при заходе на посадку, в результате чего посадка была выполнена с убранными шасси. Непосредственной причиной гибели людей стало задымление салона в результате пожара, возникшего, когда вытекшая из гидросистемы жидкость АМГ-10 воспламенилась из-за короткого замыкания в электропроводке авиалайнера.
Также катастрофе поспособствовали следующие причины: 
- низкий уровень дисциплины и воспитательной работы в 65-м лётном отряде;
- отсутствие должного контроля за комплектованием и вводом в строй данного экипажа, в результате чего в экипаж были включены одновременно два человека с недостаточной подготовкой;
- недостаточная требовательность и слабый контроль со стороны лётно-штурманского отдела МУТА за исполнением в 65-м лётном отряде основных документов и указаний Управления гражданской авиации по обеспечению безопасности полетов;
- техническое несовершенство системы сигнализации положения шасси самолёта Ил-18, основным недостатком которой является необходимость выключения сирены, срабатывающей на этапах снижения самолёта с эшелона, и отключение световой сигнализации убранного положения шасси при принудительном выключении сирены.